# Česká národní fotbalová liga 1977/1978
V soubojích 9. ročníku České národní fotbalové ligy 1977/78 se utkalo 16 týmů po dvou skupinách dvoukolovým systémem podzim – jaro.

## Skupina A
Zdroj: 
| Poř. | Tým                                 | Z  | V  | R  | P  | VG | OG | B  |
| ---- | ----------------------------------- | -- | -- | -- | -- | -- | -- | -- |
| 1.   | TJ Spartak BS Vlašim                | 30 | 18 | 9  | 3  | 59 | 24 | 45 |
| 2.   | TJ Baník UD Příbram                 | 30 | 18 | 4  | 8  | 61 | 33 | 40 |
| 3.   | TJ Poldi SONP Kladno                | 30 | 14 | 8  | 8  | 41 | 32 | 36 |
| 4.   | VTJ Tábor                           | 30 | 13 | 7  | 10 | 38 | 28 | 33 |
| 5.   | TJ Auto Škoda Mladá Boleslav        | 30 | 11 | 11 | 8  | 43 | 35 | 33 |
| 6.   | TJ Dynamo České Budějovice          | 30 | 12 | 8  | 10 | 33 | 28 | 32 |
| 7.   | TJ Spartak Armaturka Ústí nad Labem | 30 | 9  | 11 | 10 | 30 | 35 | 29 |
| 8.   | TJ Viktoria Žižkov                  | 30 | 13 | 2  | 15 | 30 | 26 | 28 |
| 9.   | TJ Rudá hvězda Cheb                 | 30 | 12 | 4  | 14 | 42 | 42 | 28 |
| 10.  | TJ VTŽ Chomutov                     | 30 | 10 | 8  | 12 | 34 | 42 | 28 |
| 11.  | TJ Xaverov                          | 30 | 10 | 7  | 13 | 31 | 38 | 27 |
| 12.  | VTJ Tachov                          | 30 | 9  | 9  | 12 | 35 | 44 | 27 |
| 13.  | VTJ Žatec                           | 30 | 9  | 9  | 12 | 30 | 40 | 27 |
| 14.  | TJ Kovostroj Děčín                  | 30 | 9  | 7  | 14 | 28 | 52 | 25 |
| 15.  | TJ ČSAD Benešov                     | 30 | 5  | 12 | 13 | 32 | 52 | 22 |
| 16.  | TJ Baník Sokolov                    | 30 | 4  | 12 | 14 | 23 | 44 | 20 |

Poznámky:
- Z = Odehrané zápasy; V = Vítězství; R = Remízy; P = Prohry; VG = Vstřelené góly; OG = Obdržené góly; B = Body
- TJ ČSAD Benešov se nakonec udržela, díky tomu že po sezóně odstoupil tým TJ Spartak BS Vlašim (přeřazení do Divize A 1978/1979)

|  | Postup do baráže o 1. československou fotbalovou ligu 1978/79 |
|  | Sestup do Divize B 1978/1979                                  |

## Skupina B
Zdroj: 
| Poř. | Tým                           | Z  | V  | R  | P  | VG | OG | B  |
| ---- | ----------------------------- | -- | -- | -- | -- | -- | -- | -- |
| 1.   | TJ VP Frýdek-Místek           | 30 | 17 | 6  | 7  | 55 | 24 | 40 |
| 2.   | TJ LIAZ Jablonec nad Nisou    | 30 | 13 | 9  | 8  | 34 | 21 | 35 |
| 3.   | TJ Spartak ZVÚ Hradec Králové | 30 | 11 | 12 | 7  | 38 | 36 | 34 |
| 4.   | TJ ŽD Bohumín                 | 30 | 12 | 9  | 9  | 40 | 32 | 33 |
| 5.   | TJ Ostroj Opava               | 30 | 10 | 12 | 8  | 33 | 26 | 32 |
| 6.   | TJ Sigma ZTS Olomouc          | 30 | 13 | 6  | 11 | 36 | 36 | 32 |
| 7.   | TJ TŽ Třinec                  | 30 | 12 | 7  | 11 | 28 | 26 | 30 |
| 8.   | TJ Baník Havířov              | 30 | 10 | 9  | 11 | 36 | 38 | 29 |
| 9.   | TJ Slovan Liberec             | 30 | 8  | 13 | 9  | 27 | 33 | 29 |
| 10.  | TJ Gottwaldov                 | 30 | 10 | 8  | 12 | 40 | 37 | 28 |
| 11.  | TJ Vítkovice                  | 30 | 9  | 10 | 11 | 36 | 37 | 28 |
| 12.  | TJ VOKD Poruba                | 30 | 10 | 8  | 12 | 36 | 39 | 28 |
| 13.  | TJ Zbrojovka Vsetín           | 30 | 12 | 4  | 14 | 34 | 59 | 28 |
| 14.  | TJ KPS Brno                   | 30 | 9  | 9  | 12 | 30 | 31 | 27 |
| 15.  | TJ NHKG Ostrava               | 30 | 10 | 6  | 14 | 27 | 38 | 26 |
| 16.  | TJ VCHZ Pardubice             | 30 | 7  | 6  | 17 | 33 | 50 | 20 |

Poznámky:
- Z = Odehrané zápasy; V = Vítězství; R = Remízy; P = Prohry; VG = Vstřelené góly; OG = Obdržené góly; B = Body

|  | Postup do baráže o 1. československou fotbalovou ligu 1978/1979 |
|  | Sestup do Divize D 1978/1979                                    |
|  | Sestup do Divize C 1978/1979                                    |

## Soupisky mužstev

### TJ Ostroj Opava
Jiří Berousek (-/0/-),
Josef Kružberský (-/0/-) –
Miroslav Beinhauer (-/0),
Ladislav Derych (-/0),
Josef Drastík (-/1),
Josef Hellebrand (-/0),
Jan Homola (-/3),
Jiří Knopp (-/1),
Zdeněk Knopp (-/1),
Miroslav Kořistka (-/0),
František Metelka (-/1),
František Moc (-/0),
Petr Ondrášek (-/0),
Jindřich Pardy (-/0),
Emil Peterek (-/12),
Pavel Pivovarský (-/0),
Václav Poledník (-/0),
Jiří Pospěch (-/1),
Jaroslav Rovňan (-/1),
Petr Skoumal (-/10),
Dušan Škrobánek (-/0),
Jiří Tomeček (-/1),
Josef Wolf (-/0) –
trenér Evžen Hadamczik (1.–15. kolo), Karel Větrovec (16.–30. kolo), asistent a vedoucí mužstva Karel Větrovec (1.–15. kolo), Vilém Hrbáč (16.–30. kolo)

## Baráž o postup do I. ligy
TJ VP Frýdek-Místek – TJ Spartak BS Vlašim 1:1 (0:0), hráno v sobotu 17. června 1978 ve Frýdku-Místku.

TJ Spartak BS Vlašim – TJ VP Frýdek-Místek 1:0 (0:0), hráno ve středu 21. června 1978 ve Vlašimi.

Tým TJ Spartak BS Vlašim postoupil do finále o 1. československou fotbalovou ligu 1978/79 s celkem TJ VSS Košice.

TJ VSS Košice – TJ Spartak BS Vlašim 4:1 (2:0), hráno v pondělí 26. června 1978 v Košicích.

TJ Spartak BS Vlašim – TJ VSS Košice 1:2 (0:0), hráno v pátek 30. června 1978 ve Vlašimi.
Do 1. československé fotbalové ligy 1978/79 postoupilo mužstvo TJ VSS Košice. Tým TJ Spartak BS Vlašim nakonec nenastoupil ani do dalšího ročníku ČNFL, kvůli pokusu o uplacení rozhodčího v zápase s TJ VP Frýdek-Místek byl vyloučen ze soutěže a přihlášen o soutěž níže do Divize A 1978/1979.